# Mońki (stacja kolejowa)
Mońki – stacja kolejowa w Mońkach, w województwie podlaskim, w Polsce. Według klasyfikacji PKP ma kategorię dworca lokalnego.

## Ruch pasażerski
| Rok  | Wymiana pasażerska na dobę |
| ---- | -------------------------- |
| 2017 | 100-149                    |
| 2022 | 150-199                    |

## Historia
Budowa stacji kolejowej w Mońkach wiąże się z powstaniem połączenia kolejowego Białystok – Królewiec w 1881 roku. Ważny ośrodek transportu kolejowego dla Imperium Rosyjskiego ze względu na stacjonujące wojska carskie (m.in. 62 Suzdalski Pułk Piechoty) w pobliskich Hornostajach. Wkrótce powstała przy niej niewielka osada. Po pewnym czasie oddano do użytku placówkę pocztowo – telegraficzną. Stacja Mońki była zniszczona podczas I wojny światowej przez wycofujące się wojska rosyjskie.
W latach 20 i 30. XX został zbudowany nowy dworzec kolejowy. W latach II wojny światowej stacja w Mońkach była wykorzystywana przez okupantów do wywózek ludności. Zniszczona podczas II wojny światowej przez wojska niemieckie. Odbudowana ze zniszczeń po wojnie na starych fundamentach.

## Połączenia
- Białystok
- Ełk
- Gdynia Główna
- Olsztyn Główny
- Szczecin Główny
- Warszawa
- Poznań
- Wrocław
- Opole
- Częstochowa